# Neopalpa donaldtrumpi
Neopalpa donaldtrumpi är en fjärilsart som beskrevs av kanadensaren Vazrick Nazari 2017. Neopalpa donaldtrumpi ingår i familjen Gelechiidae och släktet Neopalpa. Arten förekommer i södra Kalifornien och i den mexikanska delstaten Baja California. 
Nazari valde namnet donaldtrumpi eftersom han tyckte att fjärilens huvud bar något som liknade USA:s president Donald Trumps karaktäristiska frisyr.
Neopalpa donaldtrumpi kännetecknas av bland annat en orange-gul främre vinge med mörkbruna områden. 